# Cá trê phi
Cá trê phi (danh pháp hai phần: Clarias gariepinus) là một loài cá da trơn thuộc họ Cá trê (Clariidae). Chúng sinh sống ở châu Phi và Trung Đông, trong các sông, ao, hồ, đầm lầy nước ngọt.

## Phân bố tự nhiên
Chúng được tìm thấy khắp Châu Phi và Trung Đông, chúng sống nước ngọt tại các hồ, sông, và đầm lầy, cũng như môi trường sống của con người tạo ra, chẳng hạn như ao có quá trình oxy hóa hoặc các cống của hệ thống xử lý nước thải tại đô thị.
Cá trê trắng châu Phi đã được giới thiệu trên toàn thế giới vào những năm 1980 nhằm mục đích nuôi trồng thủy sản, do đó được tìm thấy ở các nước xa bên ngoài môi trường sống tự nhiên của chúng, chẳng hạn như Brazil, Việt Nam, Indonesia và Ấn Độ. 

## Thói quen
Nó sống về đêm như nhiều loài cá da trơn khác. Nó ăn động vật sống, cũng như đã chết. Với cái miệng rộng của nó, nó có thể nuốt chửng cả con mồi tương đối lớn. Nó đã được biết đến đã ăn nhiều loài chim nước như Gallinula chloropus. Nó cũng có thể trườn trên mặt đất khô để thoát khỏi hồ bơi khô. Hơn nữa, nó có thể để tồn tại trong bùn nông trong thời gian dài của thời gian, giữa mùa mưa. Cá da trơn châu Phi đôi khi tạo ra âm thanh lớn ộp ộp, không giống như tiếng hót của chim.

## Hình ảnh

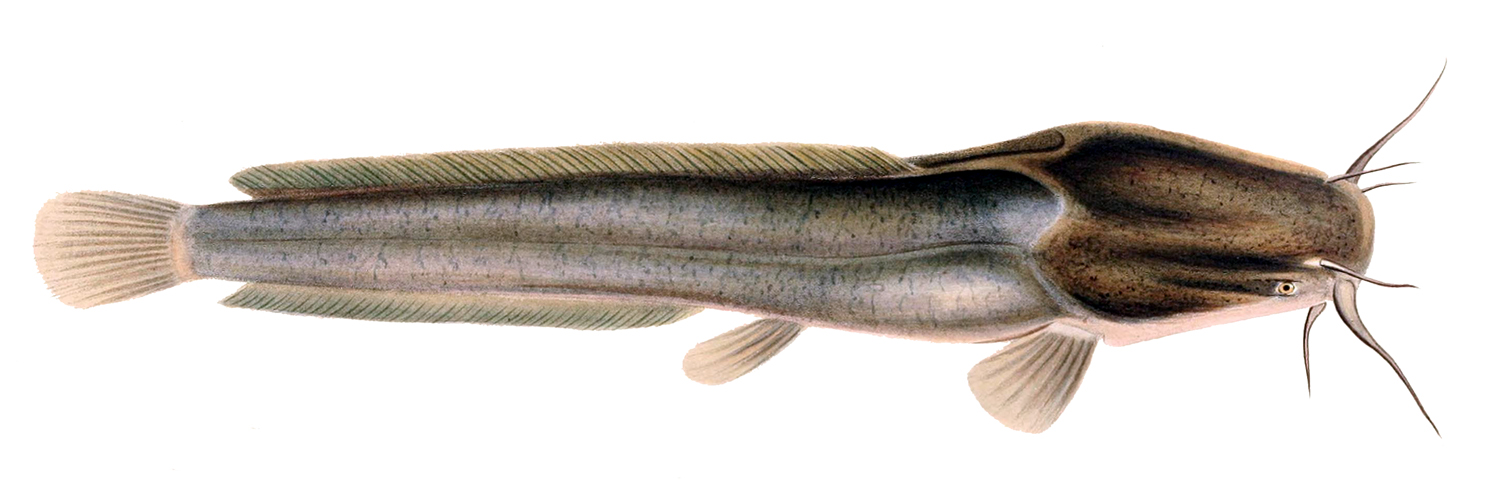
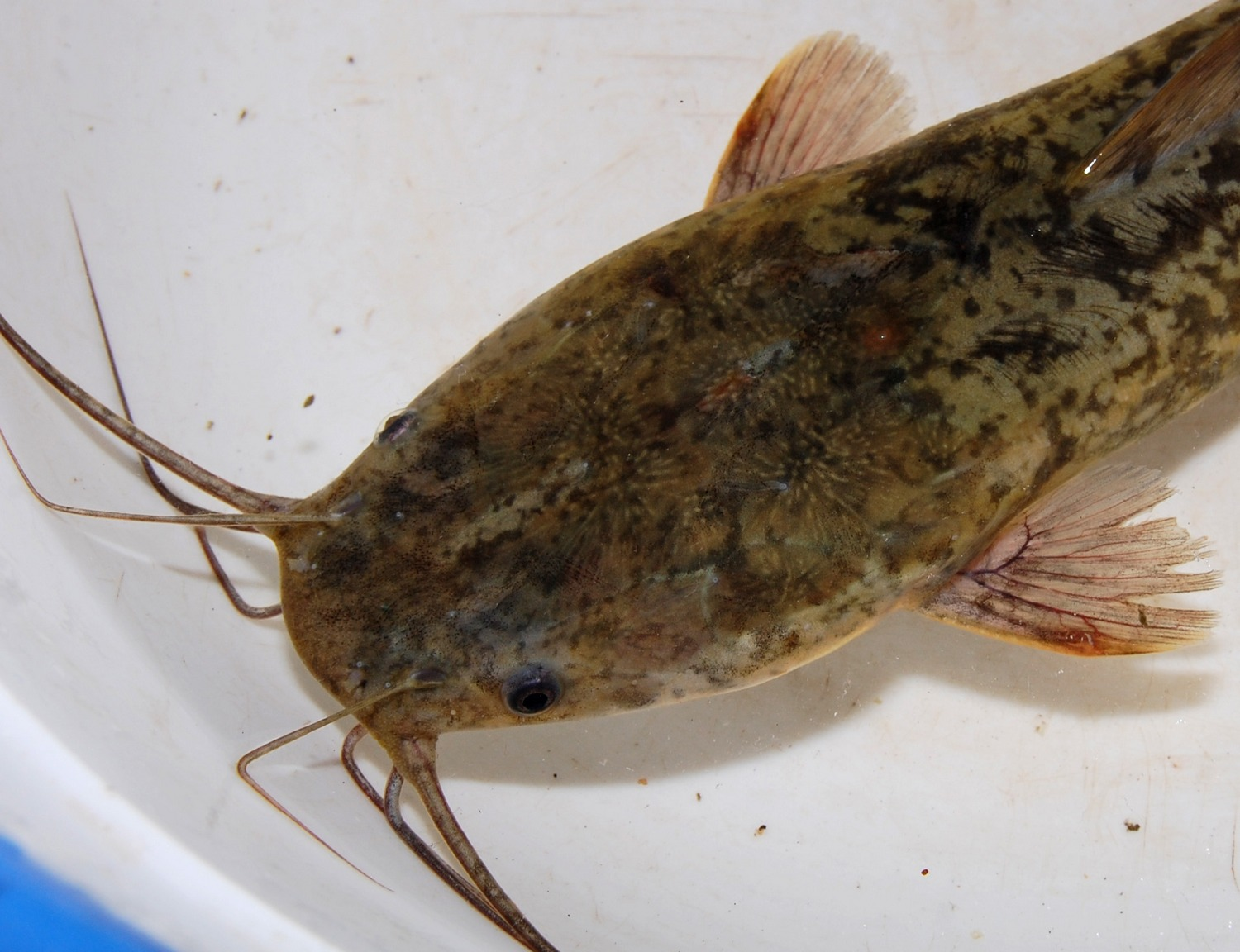
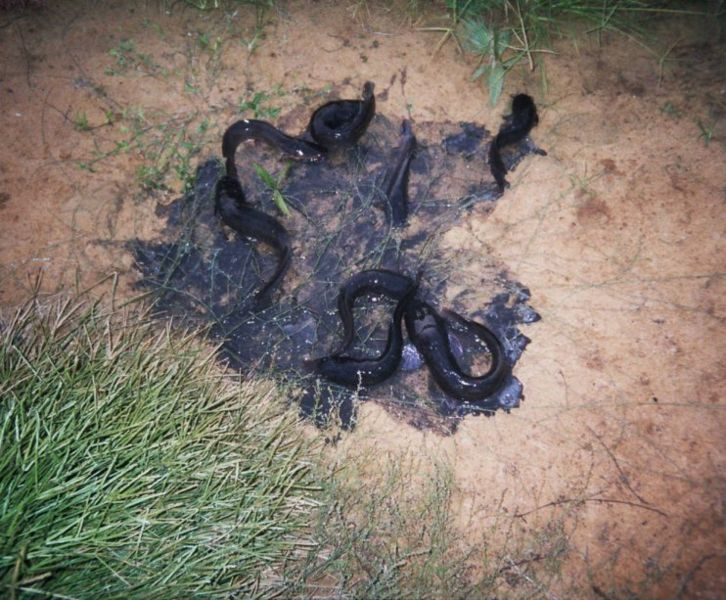
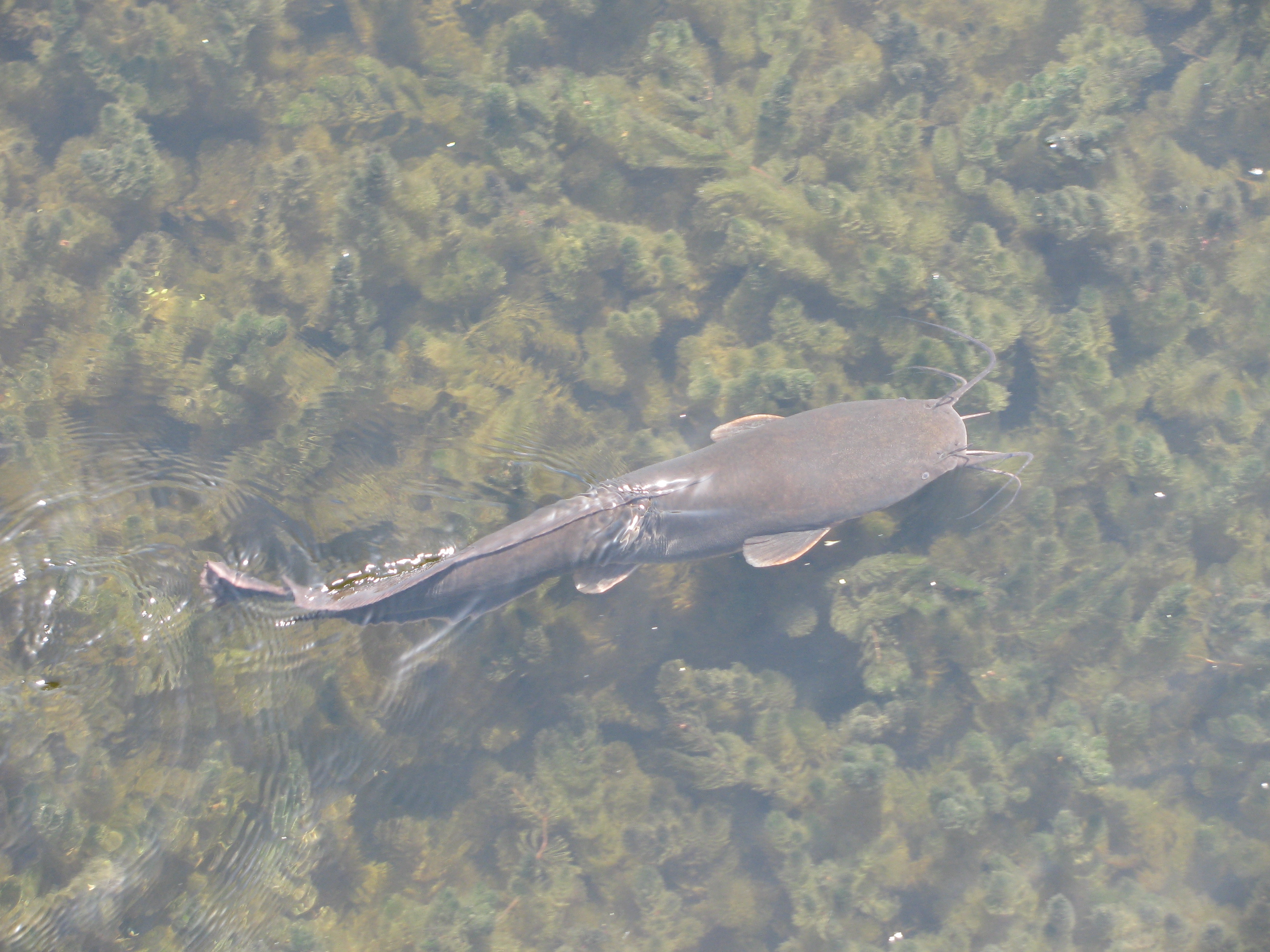